# Harry Glantz
Harry Glantz, nato Hersch Glantz (Ucraina, 1º gennaio 1896 – Bay Harbor Islands, 18 dicembre 1982), è stato un trombettista ucraino naturalizzato statunitense.

## Biografia
Probabilmente originario della cittadina di Chmel'nyc'kyj, nell'attuale Ucraina, arrivò negli Stati Uniti all'età di 5 anni. Proveniva da una famiglia di musicisti ed iniziò a suonare il violino ed il violoncello nei primi anni di vita, passando successivamente alla tromba. Ad 11 anni ebbe lezioni da Jack Borodkin, poi l'anno dopo da Max Schlossberg (1873 - 1936). Dal 1907 al 1909 fu studente di Max Bleyer alla Juilliard School. Uno degli insegnanti che rispettò di più fu Christian Rodenkirchen (Prima tromba della Chicago Symphony Orchestra). Ebbe anche delle lezioni con Gustav Heim, che sembra finirono a causa del fatto che Glantz era ebreo (ITG Journal, Febbraio 1996, pag. 14).
Occupò il ruolo di Prima tromba con diverse orchestre:
- Russian Symphony Orchestra in New York (sotto Modest Altschuler) all'età di 15 anni, nel 1911
- Philadelphia Orchestra (1915 - 1917)
- San Francisco Symphony (1922 - 1923)
- New York Philharmonic-Symphony (adesso New York Philharmonic) (1928 - 1942)
- NBC Symphony Orchestra sotto Arturo Toscanini (1942 - 1954)
- Symphony of the Air

Fra i suoi studenti si ricordano:
Philip Fisher (assistente Prima tromba della Philadelphia Orchestra, Seymour Rosenfeld, Frank Kaderabek (Chicago Symphony Orchestra e Philadelphia Orchestra), David Zauder e Robert Grocock.
Morì per problemi cardiaci a Bay Harbor Islands, in Florida.